# Nymphargus luminosus
Espèce
Synonymes
- Cochranella luminosa Ruiz-Carranza & Lynch, 1995

Statut de conservation UICN

 EN B1ab(iii)+2ab(iii) : En danger
Nymphargus luminosus est une espèce d'amphibiens de la famille des Centrolenidae.

## Répartition
Cette espèce est endémique du département d'Antioquia en Colombie. Elle se rencontre de 1 140 à 1 430 m d'altitude sur le versant Ouest de la cordillère Occidentale.

## Description
Les mâles mesurent de 27,8 à 30,0 mm et les femelles jusqu'à 32,7 mm.

## Publication originale
- Ruiz-Carranza & Lynch, 1995 : Ranas Centrolenidae de Colombia VI. Cuatro nuevas especies de Cochranella de la Cordillera Occidental. Lozania, vol. 63, p. 1-15.